# بيرسونا 5: ذا أنيميشن
بيرسونا 5: ذا انميشن (ペルソナ5 ジ・アニメーション Perusona Faibu: Ji Animēshon) هو مسلسل أنمي تلفزيوني الذي أنتجه كلوفر وركس، استنادا إلى  لعبة  فيديو بيرسونا 5 من قبل أتلس. السّلسلة من إخراج ماساشي ايشيهاما والمكتوبة بواسطة شينيتشي اينوتسومي، شوجي ميغورو ألّف الموسيقى التصويرية. العرض الأول في 7 أبريل 2018 و قد تم ترخيصه من انيبليكس الأمريكية في أمريكا الشمالية.

## الأداء الصوتي
| الشخصية         | الأداء الصوتي    |
| --------------- | ---------------- |
| رن أماميا       | جون فوكوياما     |
| ريوجي ساكاموتو  | مامورو ميانو     |
| مورغانا         | إيكوي أوتاني     |
| آن تاكاماكي     | نانا ميزوكي      |
| يوسوكي كيتاغاوا | توموكازو سوجيتا  |
| ماكوتو نييجيما  | رينا الشركة ساتو |
| فوتابا ساكورا   | آوي يوكي         |
| هارو أوكومورا   | هاروكا توماتسو   |
| غورو اكيتشي     | سويتيرو هوشي     |

## قائمة الحلقات
| رقم الحلقة | عنوان الحلقة                          | تاريخ العرض الأصلي |
| ---------- | ------------------------------------- | ------------------ |
| 1          | "I am thou, thou art I"               | 8 أبريل 2018       |
| 2          | "Let's take back what's dear to you." | 15 أبريل 2018      |

## وصلات خارجية
- الموقع الرسمي
- الموقع الرسمي
- بيرسونا 5: ذا أنيميشن على موقع IMDb (الإنجليزية)
- بيرسونا 5: ذا أنيميشن على موقع ليتربوكسد (الإنجليزية)
- بيرسونا 5: ذا أنيميشن على موقع قاعدة بيانات الفيلم (الإنجليزية)
- بيرسونا 5: ذا أنيميشن على موقع ANN anime (الإنجليزية)